# Razac-sur-l'Isle
Razac-sur-l'Isle is een gemeente in het Franse departement Dordogne (regio Nouvelle-Aquitaine). De plaats maakt deel uit van het arrondissement Périgueux. Razac-sur-l'Isle telde op 1 januari 2022 2.367 inwoners.

## Geografie
De oppervlakte van Razac-sur-l'Isle bedraagt 14,24 km², de bevolkingsdichtheid is 168 inwoners per km² (per 1 januari 2019).
De onderstaande kaart toont de ligging van Razac-sur-l'Isle met de belangrijkste infrastructuur en aangrenzende gemeenten.

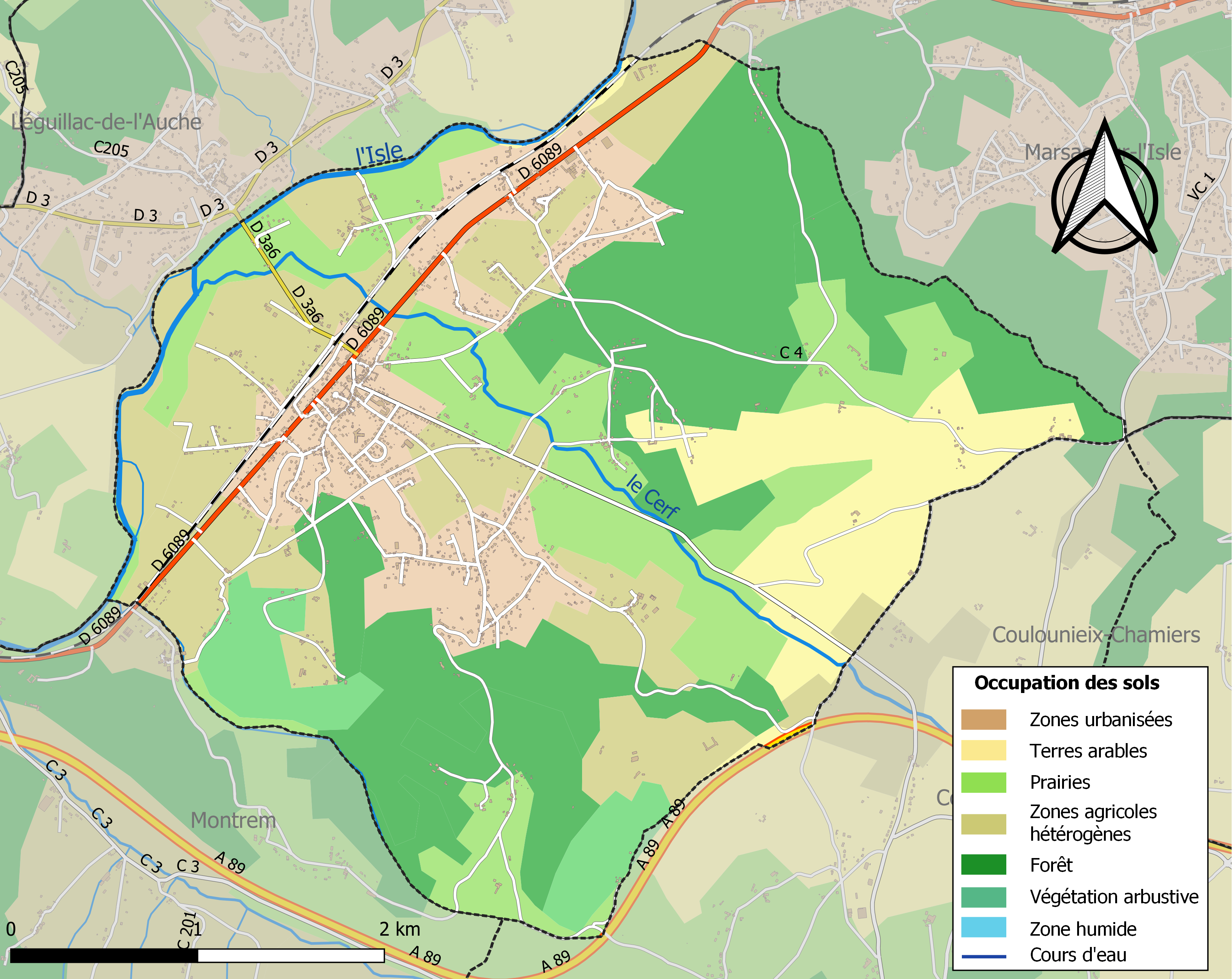

## Verkeer
In de gemeente ligt de spoorweghalte Razac.

## Demografie
Onderstaande figuur toont het verloop van het inwonertal (bron: INSEE-tellingen).